# Pont Saint-Nicolas (Loiret)
Pour les articles homonymes, voir Saint-Nicolas.
Le pont Saint-Nicolas, dénommé pont Saint-Mesmin avant le XXe siècle, est un pont français enjambant le Loiret et reliant les villes de Saint-Hilaire-Saint-Mesmin sur la rive gauche à Saint-Pryvé-Saint-Mesmin sur la rive droite, dans le département du Loiret en région Centre-Val de Loire.

## Géographie
L'ouvrage offre la dernière possibilité de franchir le Loiret, à environ 3,2 km avant sa confluence avec la Loire et à 1,7 km en aval du pont de l'autoroute A71. Il est situé dans le nord du territoire de la commune de Saint-Hilaire-Saint-Mesmin et au Sud-Ouest du territoire de la commune de Saint-Pryvé-Saint-Mesmin, l'unité urbaine d'Orléans et la région naturelle du Val de Loire.
L'entrée du pont en rive sud est située à 93 m d'altitude.
Le pont est situé sur l’ancien itinéraire Orléans-Tours qui reliait ces deux villes par la rive gauche de la Loire au Moyen Âge. Cet itinéraire est désigné comme grand chemin de Paris à Tours et en Bretagne dans le « Guide des chemins » de 1553. Au XIXe siècle cet itinéraire fut classé dans la voirie départementale comme route départementale no 1, puis au début du XXe siècle comme route nationale 751, enfin en 1973, il est reclassé chemin départemental no 951, puis ultérieurement route départementale no 951.

## Histoire

### Moyen Âge

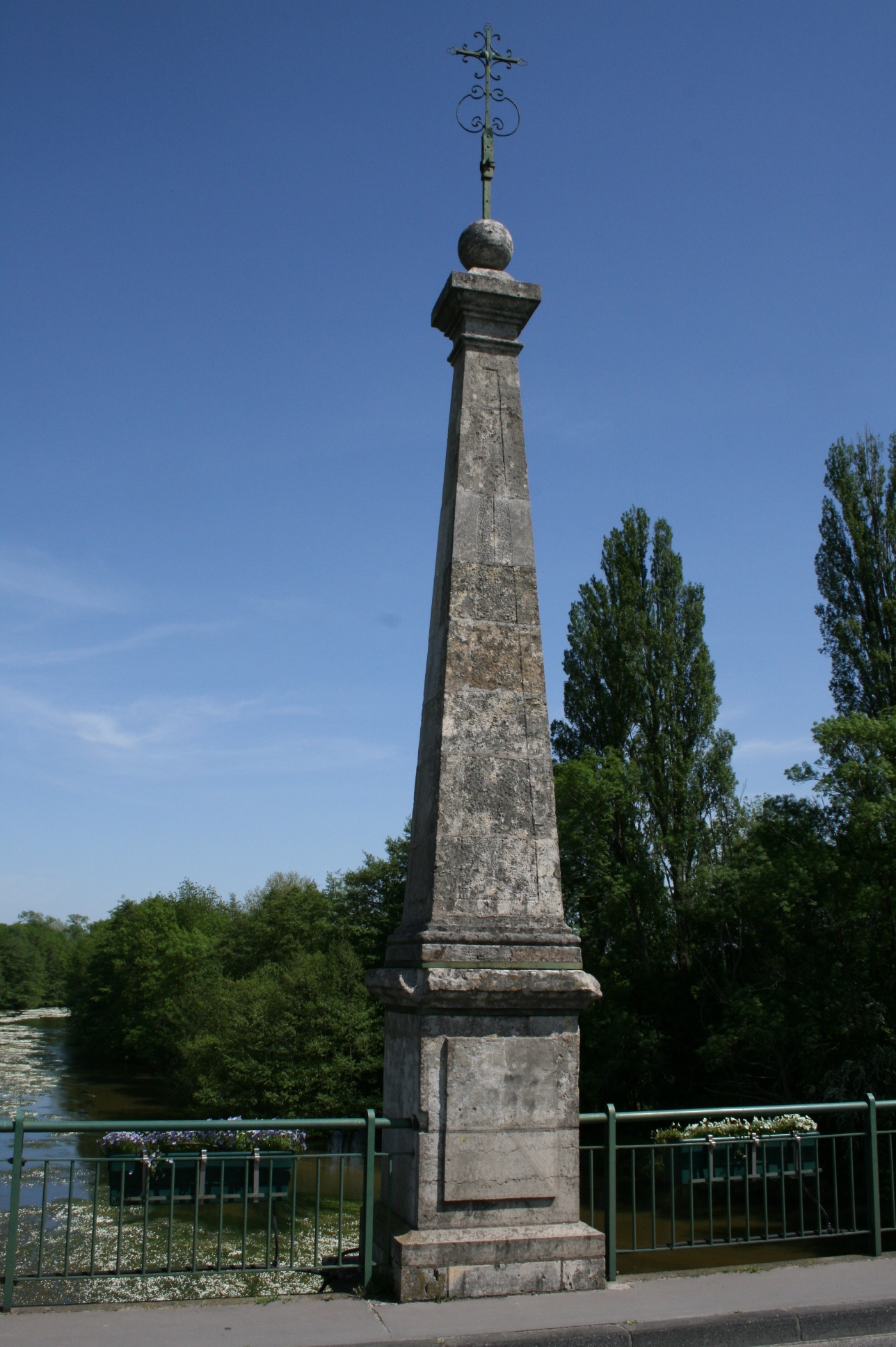
Obélisque avec croix dédiée à Saint-Nicolas

La légende veut que ce soit au Ve siècle que Saint Maximinus, dont on a fait Saint Mesmin, ait fondé l'abbaye royale de Micy dont l'histoire se rattache intimement à celle du pont Saint Mesmin. Le pont permet alors aux religieux d'accéder à la paroisse de Saint-Hilaire. Les documents historiques n’attestent de la présence d’un pont qu’à partir de l’extrême fin du XVe siècle, mais l’importance du chemin et la présence d’une maladrerie en haut de la côte de Saint-Hilaire dès le XIIe siècle peut laisser supposer que le pont existait dès cette époque.
En 1389, le pont et les chaussées de Saint-Mesmin sont « en aventure de cheoir » et des maçons d'Orléans sont chargés des réparations qui durent de 1389 à 1410. Les dépenses d’entretien et de réparation sont à la charge des habitants de Saint-Hilaire qui sont autorisés par le pouvoir royal à percevoir pour cela une « barre » (péage provisoire) à l’entrée de l’ouvrage. Pour cela deux gouverneurs sont élus pour percevoir ces taxes. Cette organisation est calquée sur celle de la ville d’Orléans pour l’entretien du pont d’Orléans.
Mais ce droit de barrage rapportant des sommes relativement modiques, vers 1391, le roi ordonne l’imposition de 300 livres sur douze paroisses, toutes riveraines de l’itinéraire de Paris à Tours. Cette organisation ne tient pas longtemps puisqu’en 1392, Charles VII donne à son frère Louis, le duché d'Orléans, ce qui entraîne un refus de payer une quelconque taxe par les paroisses n'appartenant plus au duché d’Orléans. Il faut alors trois ans pour régler ce conflit.

### Époque moderne
Du  XVIe au XVIIIe siècle, le pont de Saint-Mesmin subit, soit par les guerres, soit par les inondations, des dommages importants. En 1527, une crue de la Loire et du Loiret emporte une grande partie du pont.
En 1563, les protestants détruisent le pont après avoir pillé le monastère de Micy et la basilique Notre-Dame de Cléry-Saint-André. Cette même année, le duc de Guise est assassiné au voisinage du pont de Saint-Mesmin car le pont étant détruit, son escorte est contrainte de faire le tour par le pont d'Olivet, alors que lui-même traverse en barque.
En 1586, une nouvelle crue de la Loire emporte le pont de Saint-Mesmin. L’année suivante, face à Henri de Navarre, futur Henri IV, les catholiques font rompre le pont qui n'est réparé qu'en 1593.
Le 20 mai 1628, les eaux de la Loire et du Loiret se rejoignent encore à Saint-Nicolas, ce qui occasionne sans doute le remplacement d'une ou plusieurs arches par des tabliers provisoires en bois puisqu'en 1629 est dressé un devis des œuvres à faire au « pont de bois » de Saint-Mesmin,.
En 1707, une violente crue de la Loire emporte le pont « dont trois arches sont renforcées ». À cette époque, le pont réparé est à nouveau entièrement en pierre (relevé dressé par l'ingénieur Nicolas Poictevin).
En 1789, à la suite de la grande débâcle du printemps, le pont est encore l'objet de réparations. La paroisse de Saint-Nicolas sur le territoire de laquelle se trouvait édifiée l'abbaye de Micy est supprimée à la Révolution française et rattachée au territoire de Saint-Pryvé.

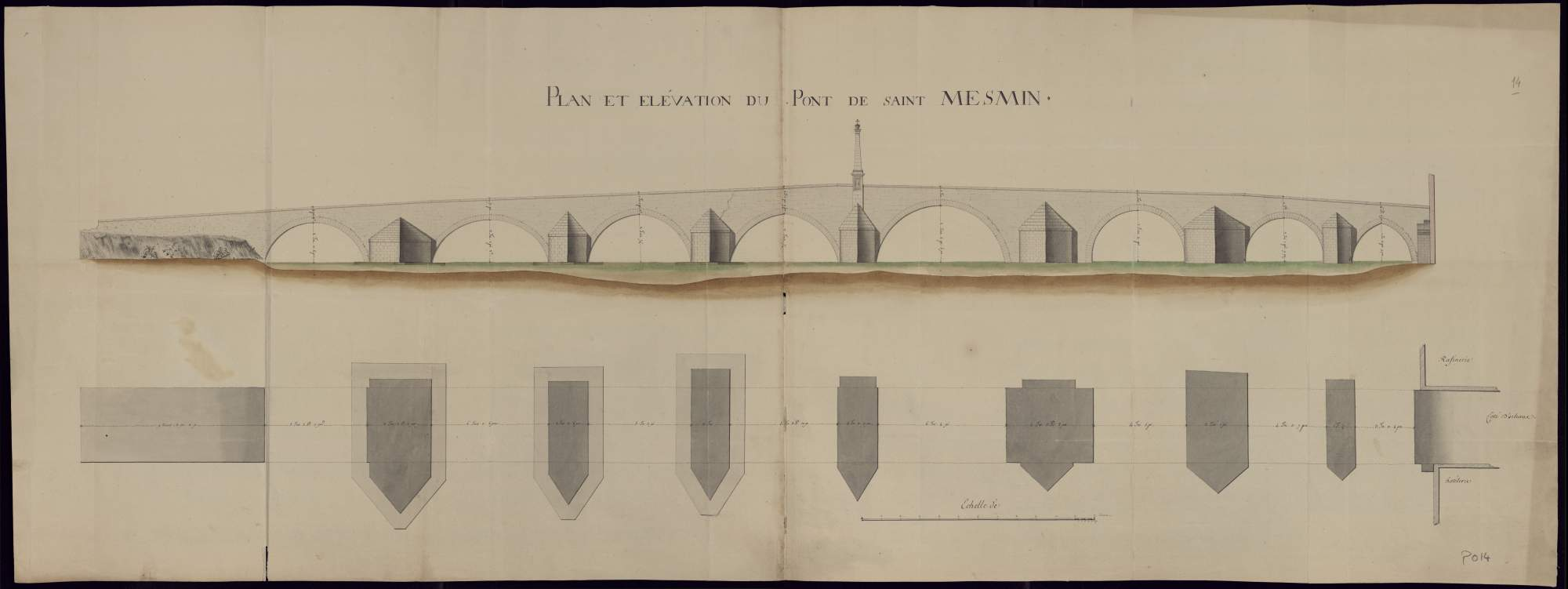
Le pont sur l'atlas de Trudaine (XVIII)

### Époque contemporaine

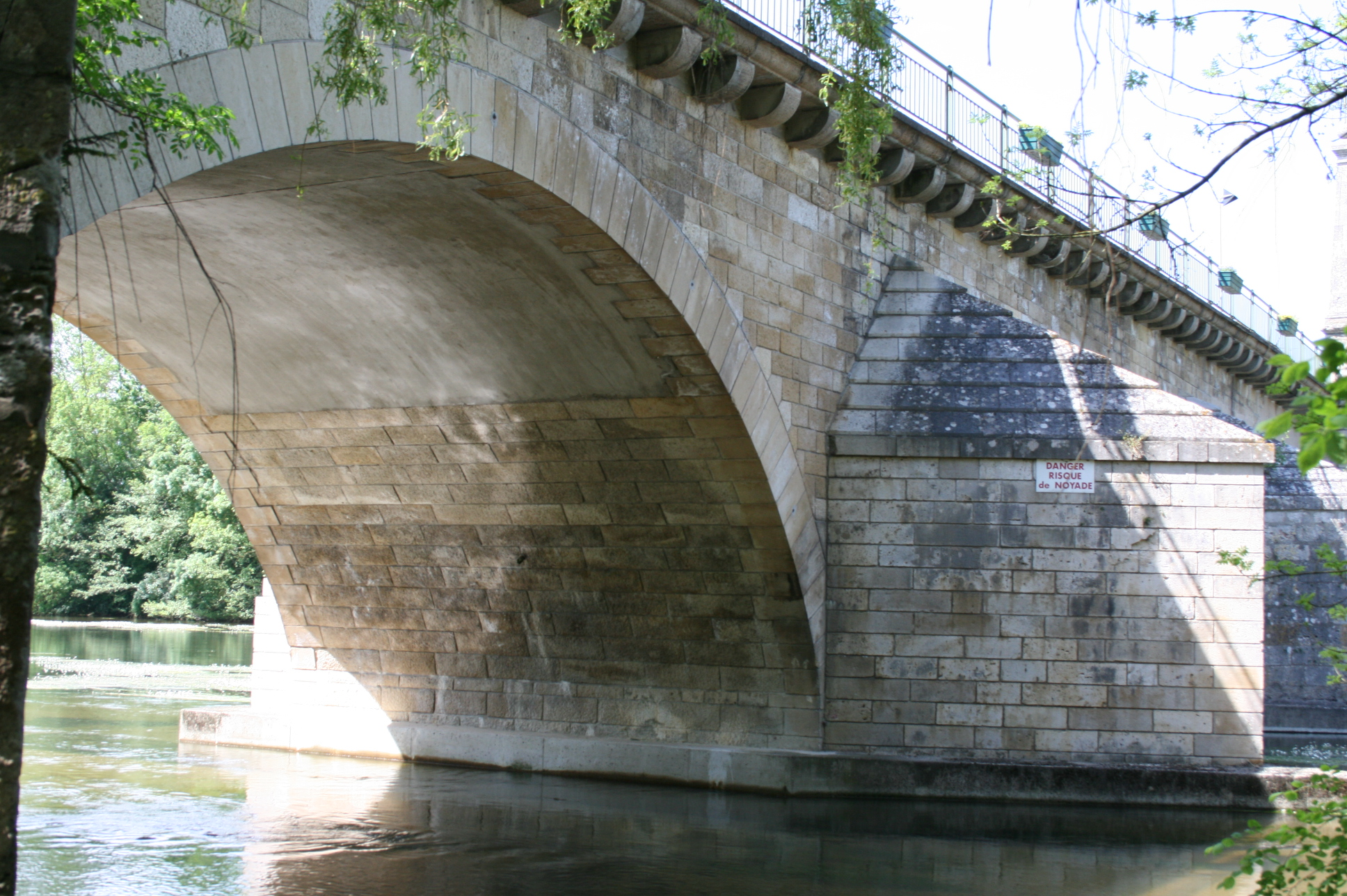
Arche 2 - Reconstruite en béton à la suite de la destruction du 26 août 1944. Noter les corbeaux en pierre de taille soutenant les trottoirs

De 1861 à 1864, l'ouvrage est restauré avec élargissement au moyen de placage de maçonnerie sur le côté amont des arches no 5 à no 8 et de gros corbeaux de pierre de taille soutenant les trottoirs et un parapet de fonte à dessins d'ogive. L'arche no 7 est entièrement refaite par un arc de plein cintre à cause d'un premier tassement de la pile no 6. En outre, le tablier est élargi par un encorbellement de 0,43 m, ce qui permit de porter la largeur totale minimale du pont à 7,80 m.
Ce n'est qu'au début du XXe siècle que l'ouvrage est baptisé « pont Saint-Nicolas » ; en effet, les plans de la restauration de 1864 désigne encore l'ouvrage sous le nom de « pont de Saint-Mesmin ».
En 1925, la pile no 6 ayant subi un tassement de l'ordre de 10 cm, les arches adjacentes se fissurent. La reconstruction de la pile et des deux arches no 6 et no 7 est effectuée en béton armé recouvert des anciennes pierres de taille.
Au cours de la seconde Guerre mondiale, le 26 août 1944, dans leur retraite, les troupes allemandes font sauter la troisième arche et la pile no 2. Ce n'est que le 3 avril 1946 que le pont est rendu à la circulation après une inauguration en grande pompe.
En 1985, les fondations sont confortées par encagement dans un batardeau en palplanches et injection de l'ensemble du massif.

## Descriptif

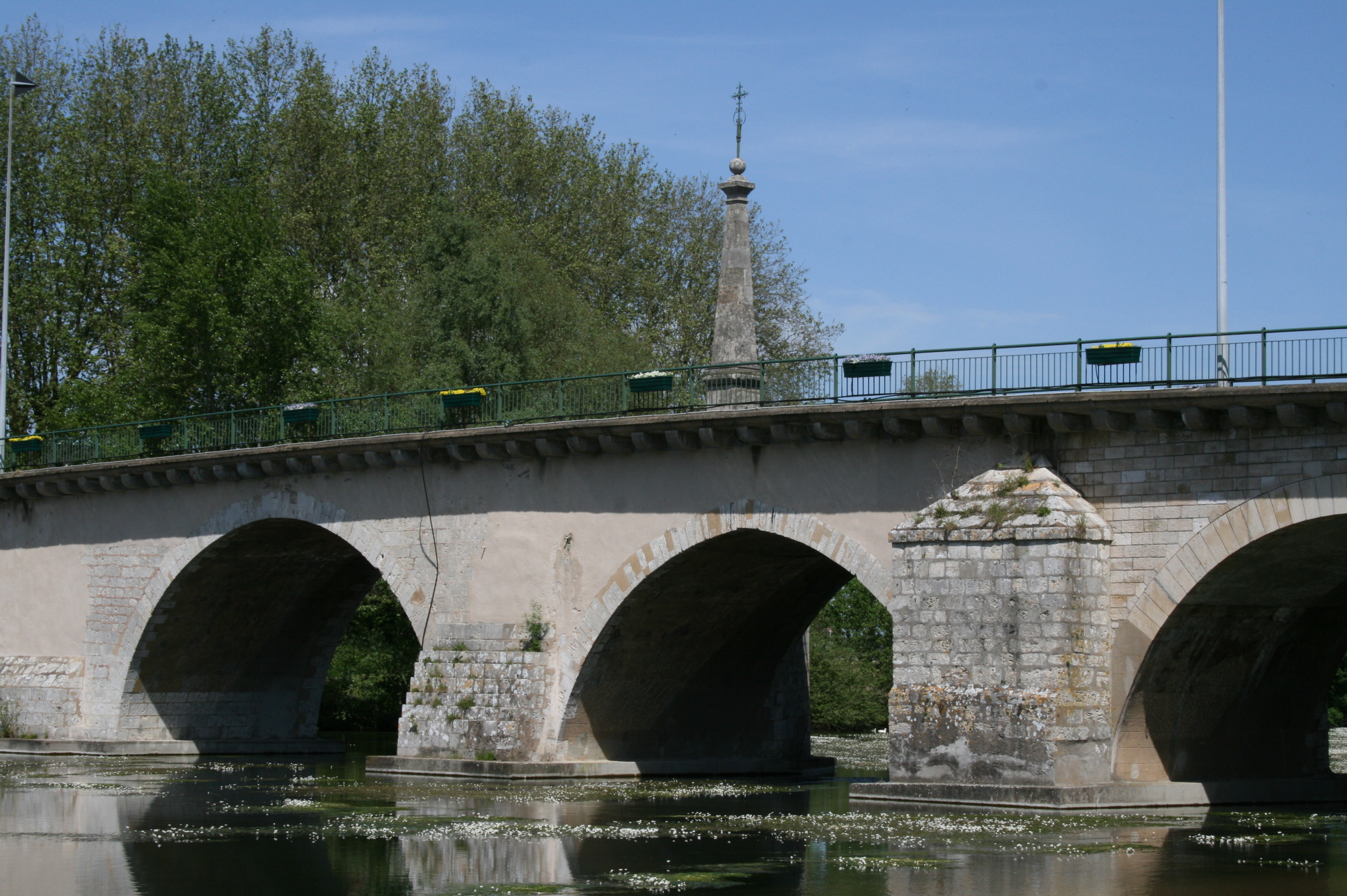
Vue aval - Arches 5 (en plein cintre) et 4 (en arc brisé)

Long de 128 m, l'ouvrage est constitué de huit arches d'ouverture de six à treize mètres, deux de ces huit arches sont voûtées en arc brisé, toutes les autres étant des pleins cintres ou des arcs segmentaires. Les piles ont des avant-becs triangulaires recouverts de chaperons pyramidaux à ressauts. L'avant-bec de la pile no 4 est de plus surmonté par un obélisque portant une croix en fer forgé. Les piles no 3, no 6 et no 7 sont prolongées à l'aval par des contreforts rectangulaires animés d'un ressaut et couverts d'un chaperon pyramidal.
L'adjonction en 1864 à l'amont des arches no 5 à no 8 de massifs de maçonnerie a permis de porter la largeur de l'ouvrage entre tympans à 6,90 m.
La largeur du tablier passe de 7,8 m en rive droite à 8,5 m en rive gauche et la chaussée à une largeur constante de 6 m.
Les trottoirs sont en demi-encorbellement : la corniche en béton à parements bouchardés et moulurés a une hauteur de 0,35 m et est en saillie sur le tympan de 0,85 m. Elle est supportée par des corbeaux en béton armé à parements bouchardés de 0,30 m sur 0,20 m de section espacés de 1 m d'axe en axe.

Élévation du pont de Saint-Nicolas

## Pour approfondir